# Lachnum flavofuligineum
Lachnum flavofuligineum är en svampart som först beskrevs av Alb. & Schwein., och fick sitt nu gällande namn av Rehm 1921. Lachnum flavofuligineum ingår i släktet Lachnum och familjen Hyaloscyphaceae.   Inga underarter finns listade i Catalogue of Life.